# Barrio Alfredo Palacios

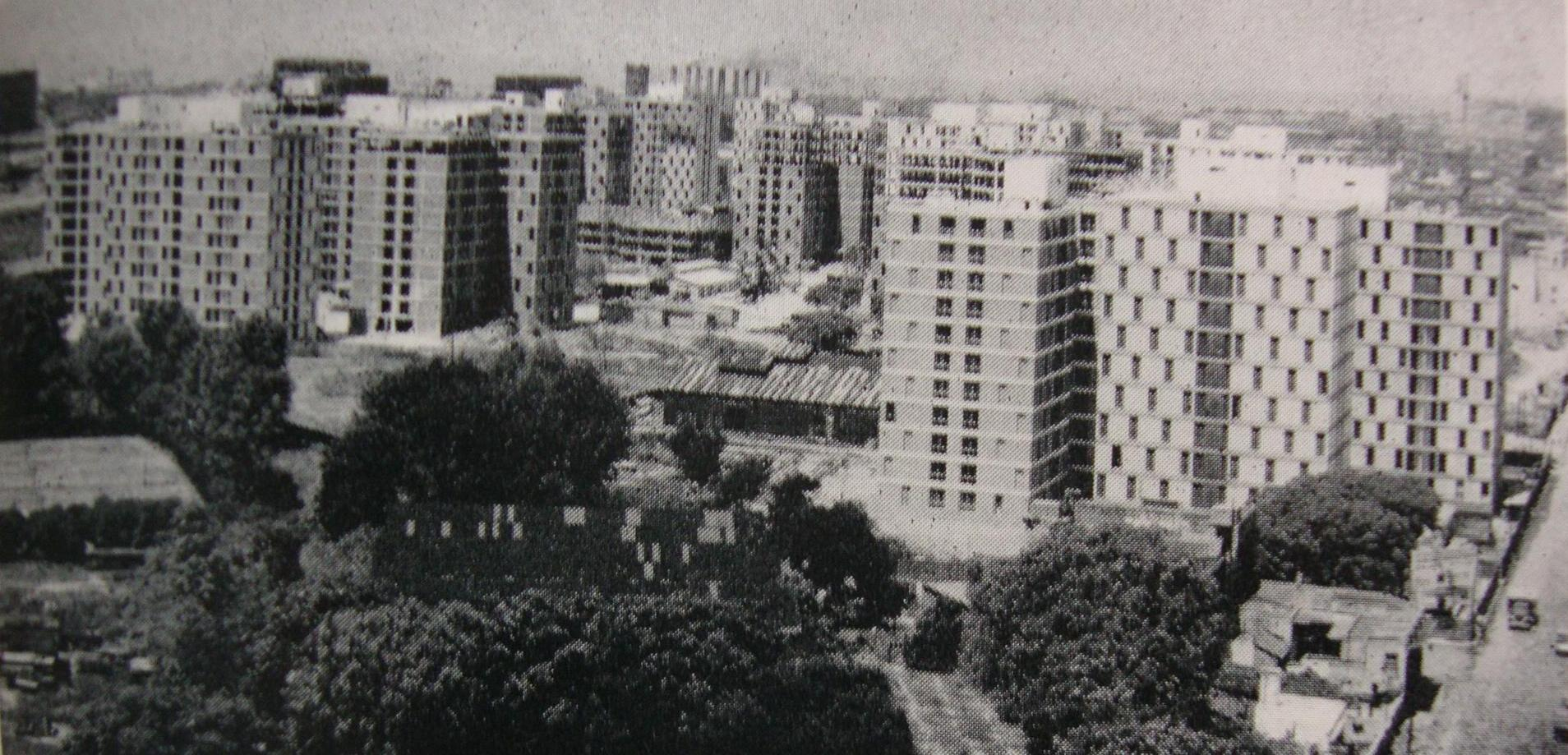
El barrio en construcción.

El Barrio Alfredo Palacios (originalmente y popularmente denominado Barrio Catalinas Sur) es un barrio de alrededor de 2500 viviendas distribuidas entre edificios y casas bajas, ubicado entre las calles Necochea, 20 de septiembre, Ministro Brin, Juan M. Blanes, Caboto, Arnaldo D'Espósito, Pi y Margal y las vías del Ferrocarril General Roca, en el barrio de La Boca, ciudad de Buenos Aires, Argentina, inaugurado en 1965.

## Historia

### Los terrenos de Catalinas Sur
En 1872 Francisco Seeber creó en Buenos Aires una sociedad anónima llamada The Catalinas Warehouses and Mole Company Ltd., o Sociedad Anónima Depósitos y Muelles de las Catalinas, con el propósito de emplazar un muelle (a la altura de la calle Paraguay) y una aduana. Para ello adquirió los entonces ribereños terrenos que se encontraban al este del Paseo de Julio (hoy Avenida Leandro N. Alem).
Ya que en la esquina de las calles Viamonte y San Martín se encontraba la Iglesia de Santa Catalina, la zona era conocida como la bajada de las Catalinas, y de allí derivó el nombre de la empresa y posteriormente, del depósito portuario y muelle. 
Con la construcción del Puerto Madero en la última década del siglo XIX, el muelle de las Catalinas fue desmontado. Pero la Catalinas Warehouses adquirió terrenos en el barrio de La Boca por su cercanía a la Dársena Sud de acceso al nuevo puerto, y por ello se denominó Catalinas Norte a la sección original, y Catalinas Sud a las tierras recién adquiridas.
Hacia 1945, con la decadencia final de la zona portuaria, la Catalinas Warehouses vendió sus dos propiedades y los galpones de Catalinas Norte y Sur fueron demolidos, quedando sendos terrenos baldíos.

### El Complejo Habitacional Catalinas Sur

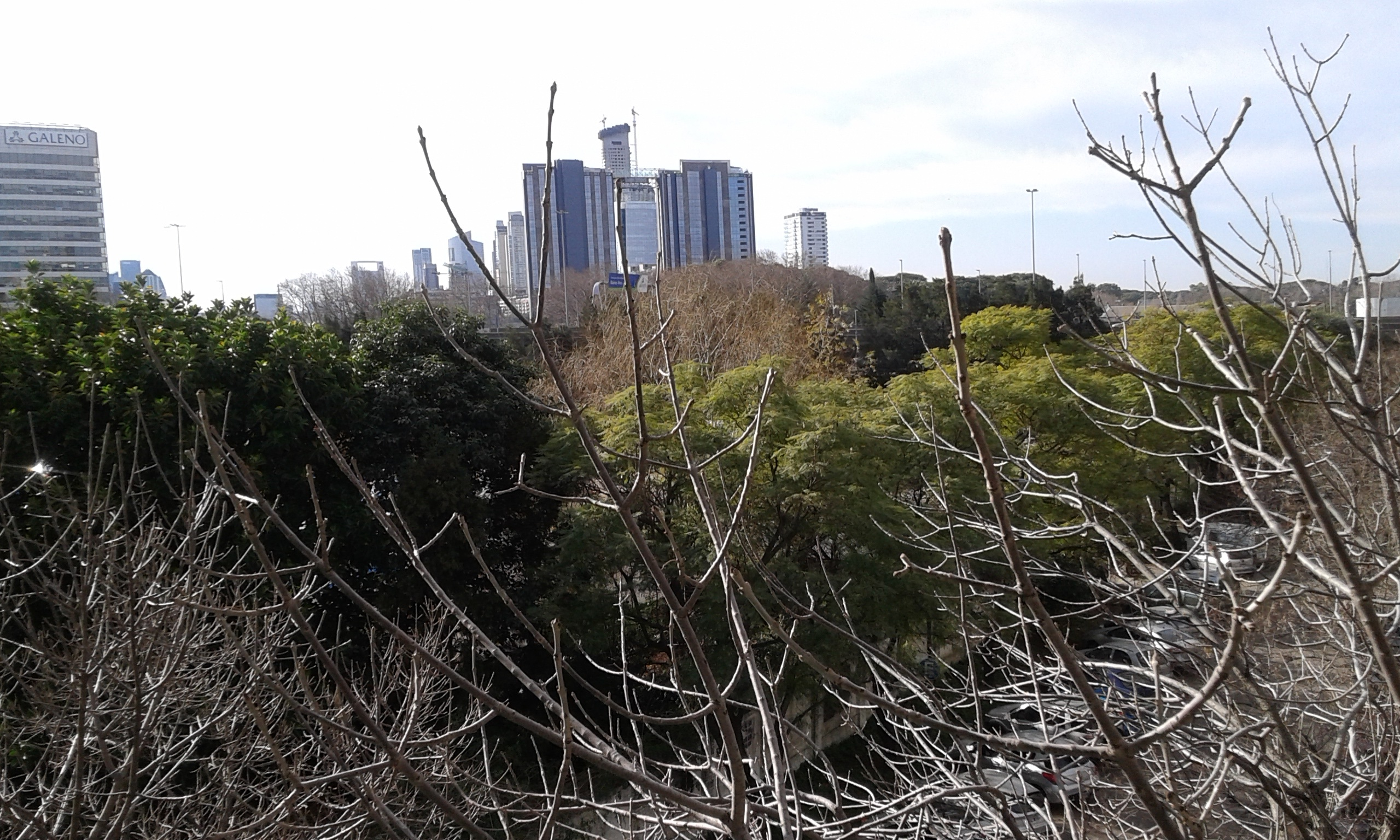
Vista desde el barrio Catalinas Sur

A inicios de la década de 1960 se gestionó y promovió, a través de la Comisión Municipal de la Vivienda, la construcción de un conjunto habitacional en los terrenos de los viejos depósitos de Catalinas Sur, previamente adquiridos por la Municipalidad de la Ciudad de Buenos Aires. Esto formaba parte, junto con el Barrio Parque Almirante Brown y el Barrio Constitución, de la primera etapa de un plan municipal para hacer 17.500 viviendas en 5 años.
El Complejo Habitacional Catalinas Sur fue diseñado como un microbarrio, un núcleo independiente según las ideas para el desarrollo urbano y la vivienda de la época, compuesto por una serie de edificios de doble cuerpo de 11 pisos (ubicados en 4 grupos de 4 edificios en disposición cuadrilátera, y 3 grupos de 2 edificios alineados), otra de 6 torres de un solo cuerpo de 11 pisos, y 5 conjuntos de casas de un solo piso, una escuela pública (la n.º 8 del D.E.4º, que lleva el nombre de su fundador, el filántropo Carlos Della Penna) y una parroquia (la Parroquia de Nuestra Señora Madre de los Emigrantes, inaugurada el 3 de diciembre de 1967), con pasajes peatonales propios, jardines y plazas internas. 
El barrio adquirió el nombre de Alfredo Palacios en honor al diputado socialista, representante por La Boca en el Congreso Nacional y el primero de su partido en llegar a dicho cargo (entre 1904 y 1908 y en reiteradas ocasiones posteriormente).
El proyecto estuvo a cargo de los arquitectos Estanislao Kocourek y Nicolás Susta y del ingeniero civil Mario Garrone, las obras se iniciaron en mayo de 1962 y el complejo se inauguró en diciembre de 1965.
En las calles circundantes se conformó naturalmente una zona comercial y de servicios correspondiente al número de habitantes del conjunto. Cerca del barrio se encuentra el Hospital General de Agudos “Dr. Cosme Argerich”.
Catalinas Sur tiene una mística generada por el gran sentido de pertenencia que tienen sus habitantes. En una nota del diario argentino Clarín, describieron al barrio como "el mejor lugar de Buenos Aires para ser chico".

### Grupo de Teatro Catalinas Sur
En los últimos meses del gobierno militar de facto conocido como Proceso de Reorganización Nacional, más precisamente en marzo de 1983, un grupo de padres del barrio unidos por la Mutual de Padres de la Escuela Carlos Della Penna comenzó a reunirse con interés por comenzar un proyecto de teatro en espacios públicos, encabezados por Adhemar Bianchi, un director uruguayo.
Fue sin embargo recién con la vuelta del sistema democrático en el mes de diciembre, que el grupo pudo comenzar a organizar y llevar adelante reuniones abiertas dentro del barrio, como choriceadas o fiestas teatrales. Se sumaron titiriteros, artistas plásticos, actores y músicos, y en la actualidad los miembros son alrededor de 300.
Algunas obras de muy diversos estilos presentadas por el Grupo de Teatro Catalinas Sur son Venimos de muy lejos (1989), La Catalina del Riachuelo, El Fulgor Argentino Club Social y Deportivo (1998), Carpa Quemada "El Circo del Centenario"y Sudestada! (2002). A pesar de tener 20 años de creadas en algunos casos, las obras han sido representadas constantemente, sin ser retiradas de cartel, y actualizadas debido a su carácter de revisión histórica y social.
En 2001 el Grupo fue premiado con una Mención Especial de los Premios Konex por su aporte a la cultura Argentina.